# Patinação de velocidade nos Jogos Olímpicos de Inverno de 2010 - Perseguição por equipes feminino
As competições de perseguição por equipes feminino da patinação de velocidade nos Jogos Olímpicos de Inverno de 2010 foram disputadas no Richmond Olympic Oval em Vancouver, Colúmbia Britânica, entre 26 e 27 de fevereiro de 2010.

## Medalhistas
|  | GER Alemanha                                                                        |  | JPN Japão                             |  | POL Polônia                                                 |
|  | Daniela Anschütz-Thoms Stephanie Beckert Anni Friesinger-Postma Katrin Mattscherodt |  | Masako Hozumi Nao Kodaira Maki Tabata |  | Katarzyna Bachleda-Curuś Katarzyna Woźniak Luiza Złotkowska |

## Recordes
Antes desta competição, os recordes mundiais e olímpicos da prova eram os seguintes:
| Tipo | Atleta | Tempo   | Local   | Data                    |
| ---- | ------ | ------- | ------- | ----------------------- |
|      | Canadá | 2:55.79 | Calgary | 6 de dezembro de 2009   |
|      | Canadá | 3:01.24 | Turim   | 15 de fevereiro de 2006 |

Nenhum recorde foi quebrado durante esta competição.

## Resultados
|  | Quartas de final | Quartas de final   | Quartas de final   |              |         | Semifinais   | Semifinais        | Semifinais        |                   |  | Finais | Finais             | Finais  |
|  |                  |                    |                    |              |         |              |                   |                   |                   |  |        |                    |         |
|  | 1                | JPN Japão          | 3:02.89            |              |         |              |                   |                   |                   |  |        |                    |         |
|  | 8                | KOR Coreia do Sul  | 3:07.45            |              |         |              |                   |                   |                   |  |        |                    |         |
|  | 8                | KOR Coreia do Sul  | 3:07.45            |              |         | JPN Japão    | 3:02.73           |                   |                   |  |        |                    |         |
|  |                  |                    |                    |              |         | JPN Japão    | 3:02.73           |                   |                   |  |        |                    |         |
|  |                  |                    | POL Polônia        | 3:02.92      |         |              |                   |                   |                   |  |        |                    |         |
|  | 4                | POL Polônia        | POL Polônia        | 3:02.92      | 3:02.90 |              |                   |                   |                   |  |        |                    |         |
|  | 4                | POL Polônia        |                    |              | 3:02.90 |              |                   |                   |                   |  |        |                    |         |
|  | 5                | RUS Rússia         | 3:04.86            |              |         |              |                   |                   |                   |  |        |                    |         |
|  |                  |                    |                    |              |         |              |                   |                   |                   |  |        | JPN Japão          | 3:02.84 |
|  |                  |                    |                    | GER Alemanha | 3:02.82 |              |                   |                   |                   |  |        |                    |         |
|  | 3                | GER Alemanha       | 3:01.95            |              |         |              |                   |                   |                   |  |        |                    |         |
|  | 6                | NED Países Baixos  | 3:03.38            |              |         |              |                   |                   |                   |  |        |                    |         |
|  | 6                | NED Países Baixos  | 3:03.38            |              |         | GER Alemanha | 3:03.55           |                   |                   |  |        |                    |         |
|  |                  |                    |                    |              |         | GER Alemanha | 3:03.55           |                   |                   |  |        |                    |         |
|  |                  |                    | USA Estados Unidos | 3:03.78      |         |              | Disputa do bronze | Disputa do bronze | Disputa do bronze |  |        |                    |         |
|  | 2                | USA Estados Unidos | 3:02.19            |              |         |              |                   | POL Polônia       | 3:03.73           |  |        |                    |         |
|  | 7                | CAN Canadá         | 3:02.24            |              |         |              |                   |                   |                   |  |        | USA Estados Unidos | 3:05.30 |

### Quartas de final
As quartas de final foram disputadas em 26 de fevereiro:
| Pos. | Bateria | País                                                                         | Tempo   | Qual. | Rec. |
| ---- | ------- | ---------------------------------------------------------------------------- | ------- | ----- | ---- |
| 1    | QF1     | JPN Japão Masako Hozumi Nao Kodaira Maki Tabata                              | 3:02.89 | SF1   |      |
| 2    | QF1     | KOR Coreia do Sul Lee Ju-youn Noh Seon-yeong Park Do-yeong                   | 3:07.45 | FD    |      |
| 1    | QF2     | POL Polônia Katarzyna Bachleda-Curuś Katarzyna Woźniak Luiza Złotkowska      | 3:02.90 | SF1   |      |
| 2    | QF2     | RUS Rússia Galina Likhachova Yekaterina Lobysheva Yekaterina Shikhova        | 3:04.86 | FD    |      |
| 1    | QF3     | GER Alemanha Daniela Anschütz-Thoms Stephanie Beckert Anni Friesinger-Postma | 3:01.95 | SF2   |      |
| 2    | QF3     | NED Países Baixos Renate Groenewold Diane Valkenburg Ireen Wüst              | 3:03.38 | FC    |      |
| 1    | QF4     | USA Estados Unidos Jennifer Rodriguez Jilleanne Rookard Nancy Swider-Peltz   | 3:02.19 | SF2   |      |
| 2    | QF4     | CAN Canadá Kristina Groves Christine Nesbitt Brittany Schussler              | 3:02.24 | FC    |      |

### Semifinais
As semifinais foram disputadas em 26 de fevereiro:
| Pos. | Bateria | País                                                                         | Tempo   | Qual. | Rec. |
| ---- | ------- | ---------------------------------------------------------------------------- | ------- | ----- | ---- |
| 1    | SF1     | JPN Japão Masako Hozumi Nao Kodaira Maki Tabata                              | 3:02.73 | QA    |      |
| 2    | SF1     | POL Polônia Katarzyna Bachleda-Curuś Katarzyna Woźniak Luiza Złotkowska      | 3:02.92 | QB    |      |
| 1    | SF2     | GER Alemanha Daniela Anschütz-Thoms Stephanie Beckert Anni Friesinger-Postma | 3:03.55 | QA    |      |
| 2    | SF2     | USA Estados Unidos Jennifer Rodriguez Jilleanne Rookard Nancy Swider-Peltz   | 3:03.78 | QB    |      |

### Finais
As finais foram disputadas em 27 de fevereiro:
| Pos.              | Bateria | País                                                                           | Tempo   | Rec. |
| ----------------- | ------- | ------------------------------------------------------------------------------ | ------- | ---- |
| Medalha de ouro   | FA      | GER Alemanha Daniela Anschütz-Thoms Stephanie Beckert Katrin Mattscherodt      | 3:02.82 |      |
| Medalha de prata  | FA      | JPN Japão Masako Hozumi Nao Kodaira Maki Tabata                                | 3:02.84 |      |
| Medalha de bronze | FB      | POL Polônia Katarzyna Bachleda-Curuś Katarzyna Woźniak Luiza Złotkowska        | 3:03.73 |      |
| 4                 | FB      | USA Estados Unidos Catherine Raney-Norman Jennifer Rodriguez Jilleanne Rookard | 3:05.30 |      |
| 5                 | FC      | CAN Canadá Kristina Groves Christine Nesbitt Brittany Schussler                | 3:01.41 |      |
| 6                 | FC      | NED Países Baixos Diane Valkenburg Jorien Voorhuis Ireen Wüst                  | 3:02.04 |      |
| 7                 | FD      | RUS Rússia Yekaterina Lobysheva Alla Shabanova Yekaterina Shikhova             | 3:06.47 |      |
| 8                 | FD      | KOR Coreia do Sul Lee Ju-youn Noh Seon-young Park Do-yeong                     | 3:06.96 |      |

Legenda
| Recorde mundial      | Recorde mundial (World record)               |                       | Recorde africano                      | Recorde africano (African) |                                           | Q | Classificado por posição (Qualified) |
| Recorde olímpico     | Recorde olímpico (Olympic record)            | Recorde da América    | Recorde da América (Americas)         | q                          | Classificado por melhor tempo (Qualified) |   |                                      |
| Melhor marca do ano  | Melhor marca do ano (World leading)          | Recorde asiático      | Recorde asiático (Asian)              | DNS                        | Não largou (Did not start)                |   |                                      |
| Recorde nacional     | Recorde nacional (National record)           | Recorde europeu       | Recorde europeu (European)            | DNF                        | Não terminou (Did not finish)             |   |                                      |
| Recorde pessoal      | Recorde pessoal do atleta (Personal best)    | Recorde da Oceania    | Recorde da Oceania (Oceania)          | DSQ / DQ                   | Desclassificado (Disqualified)            |   |                                      |
| Recorde da temporada | Recorde da temporada do atleta (Season best) | Recorde sul-americano | Recorde sul-americano (South America) | NM                         | Sem marca (No mark)                       |   |                                      |